# Tore Pedersen
Tore Pedersen (sinh ngày 29 tháng 9 năm 1969) là một cầu thủ bóng đá người Na Uy.

## Đội tuyển bóng đá quốc gia Na Uy
Tore Pedersen thi đấu cho đội tuyển bóng đá quốc gia Na Uy từ năm 1990 đến 1999.

## Thống kê sự nghiệp
| Đội tuyển bóng đá Na Uy | Đội tuyển bóng đá Na Uy | Đội tuyển bóng đá Na Uy |
| Năm                     | Trận                    | Bàn                     |
| ----------------------- | ----------------------- | ----------------------- |
| 1990                    | 5                       | 0                       |
| 1991                    | 8                       | 0                       |
| 1992                    | 10                      | 0                       |
| 1993                    | 10                      | 0                       |
| 1994                    | 5                       | 0                       |
| 1995                    | 1                       | 0                       |
| 1996                    | 1                       | 0                       |
| 1997                    | 4                       | 0                       |
| 1998                    | 0                       | 0                       |
| 1999                    | 3                       | 0                       |
| Tổng cộng               | 47                      | 0                       |